# TJ Odry
TJ Odry (celým názvem: Tělovýchovná Jednota Odry, zapsán jako: TJ Odry z.s.) je český fotbalový klub sídlící v moravsko-slezském městě Odry, okrese Nový Jičín v Moravskoslezském kraji, založen byl v roce 1945. V roce 2015 změnil název na TJ Odry z.s. Své domácí zápasy odehrává na Fotbalovém stadionu Odry s kapacitou 200 stojících a 200 sedících diváků.

## Historické názvy
- 1945 – TJ Odry (Tělovýchovná Jednota Odry)
- 2015 – TJ Odry z.s. (Tělovýchovná Jednota Odry zapsaný spolek)

## Umístění v jednotlivých sezonách
Stručný přehled
- 2004–2005: I. A třída Moravskoslezského kraje – sk. B
- 2005–2019: I. B třída Moravskoslezského kraje – sk. D
- 2019–2023: Okresní přebor Novojičínska
- 2023–2025: I. B třída Moravskoslezského kraje – sk. D
- 2025–: Okresní přebor Novojičínska

Jednotlivé ročníky
Legenda: Z - zápasy, V - výhry, R - remízy, P - porážky, VG - vstřelené góly, OG - obdržené góly, +/- - rozdíl skóre, B - body, červené podbarvení - sestup, zelené podbarvení - postup, fialové podbarvení - reorganizace, změna skupiny či soutěže
| Česko (2004– ) |                                            |        |    |    |   |    |    |     |      |    |        |
| Sezóny         | Liga                                       | Úroveň | Z  | V  | R | P  | VG | OG  | +/-  | B  | Pozice |
| 2004/05        | I. A třída Moravskoslezského kraje – sk. B | 6      | 26 | 6  | 4 | 16 | 30 | 49  | -19  | 22 | 14.    |
| 2005/06        | I. B třída Moravskoslezského kraje – sk. D | 7      | 26 | 13 | 2 | 11 | 51 | 42  | +9   | 41 | 3.     |
| 2006/07        | I. B třída Moravskoslezského kraje – sk. D | 7      | 26 | 7  | 6 | 13 | 33 | 57  | -24  | 27 | 12.    |
| 2007/08        | I. B třída Moravskoslezského kraje – sk. D | 7      | 26 | 12 | 3 | 11 | 44 | 50  | -6   | 39 | 3.     |
| 2008/09        | I. B třída Moravskoslezského kraje – sk. D | 7      | 26 | 12 | 5 | 9  | 42 | 39  | +3   | 41 | 6.     |
| 2009/10        | I. B třída Moravskoslezského kraje – sk. D | 7      | 26 | 16 | 1 | 9  | 77 | 51  | +26  | 49 | 3.     |
| 2010/11        | I. B třída Moravskoslezského kraje – sk. D | 7      | 26 | 10 | 7 | 9  | 41 | 37  | +4   | 37 | 8.     |
| 2011/12        | I. B třída Moravskoslezského kraje – sk. D | 7      | 26 | 14 | 3 | 9  | 54 | 36  | +18  | 45 | 3.     |
| 2012/13        | I. B třída Moravskoslezského kraje – sk. D | 7      | 24 | 12 | 3 | 9  | 46 | 40  | +6   | 39 | 6.     |
| 2013/14        | I. B třída Moravskoslezského kraje – sk. D | 7      | 26 | 14 | 3 | 9  | 53 | 41  | +12  | 45 | 4.     |
| 2014/15        | I. B třída Moravskoslezského kraje – sk. D | 7      | 26 | 9  | 6 | 11 | 36 | 39  | -3   | 33 | 8.     |
| 2015/16        | I. B třída Moravskoslezského kraje – sk. D | 7      | 26 | 14 | 3 | 9  | 73 | 48  | +25  | 45 | 5.     |
| 2016/17        | I. B třída Moravskoslezského kraje – sk. D | 7      | 26 | 13 | 3 | 10 | 50 | 47  | +3   | 42 | 6.     |
| 2017/18        | I. B třída Moravskoslezského kraje – sk. D | 7      | 26 | 10 | 1 | 15 | 53 | 58  | -5   | 31 | 9.     |
| 2018/19        | I. B třída Moravskoslezského kraje – sk. D | 7      | 26 | 2  | 4 | 20 | 28 | 75  | -47  | 10 | 14.    |
| 2019/20        | Okresní přebor Novojičínska                | 8      | 13 | 6  | 1 | 6  | 28 | 28  | 0    | 19 | 8.     |
| 2020/21        | Okresní přebor Novojičínska                | 8      | 9  | 1  | 1 | 7  | 14 | 28  | -14  | 5  | 14.    |
| 2021/22        | Okresní přebor Novojičínska                | 8      | 26 | 17 | 1 | 8  | 71 | 33  | +38  | 52 | 3.     |
| 2022/23        | Okresní přebor Novojičínska                | 8      | 26 | 22 | 4 | 0  | 98 | 25  | +73  | 71 | 1.     |
| 2023/24        | I. B třída Moravskoslezského kraje – sk. D | 7      | 26 | 11 | 3 | 12 | 65 | 74  | -9   | 36 | 8.     |
| 2024/25        | I. B třída Moravskoslezského kraje – sk. D | 7      | 26 | 0  | 2 | 24 | 16 | 140 | -124 | 2  | 14.    |

Poznámky:
- 2019/20: Sezona nedohrána kvůli pandemii covidu-19.
- 2020/21: Sezona nedohrána kvůli pandemii covidu-19.